# Sipunculus clavatus
Sipunculus clavatus är en stjärnmaskart som beskrevs av de Blainville 1827. Sipunculus clavatus ingår i släktet Sipunculus och familjen Sipunculidae. Inga underarter finns listade i Catalogue of Life.